# Jozef Lettrich
Jozef Lettrich (Diviaky, 17 giugno 1905 – New York, 29 novembre 1969) è stato un politico e avvocato slovacco, presidente del Consiglio nazionale slovacco.

## Biografia
Era figlio di Juraj Lettrich e di sua moglie Judita, nata Bíziková: nacque nel paese di Diviaky, che nel 1971 fu inglobato nel comune di Turčianske Teplice. Frequentò il ginnasio di Martin, e fra il 1928 e il 1929 la facoltà di giurisprudenza dell'Università Comenio di Bratislava. Esercitò a professione di avvocato a Bratislava fra il 1941 e il 1944. Nel periodo della Prima Repubblica cecoslovacca fu membro del Partito agrario. A partire dal 1939 si impegnò nella lotta antifascista e nel 1943 sottoscrisse il Patto di Natale, che diede origine al Consiglio nazionale slovacco, organismo clandestino che riuniva i combattenti contro la Prima repubblica slovacca. Fu membro dello stesso Consiglio nazionale e durante l'Insurrezione nazionale slovacca del 1944 fu commissario per la scuola e l'istruzione nel governo insurrezionale con sede a Banská Bystrica.
Negli anni dal 1945 al 1948 fu presidente del Partito democratico, subentrando nell'incarico a Ján Ursíny nel luglio del 1945), presidente del Consiglio nazionale e deputato all'Assemblea nazionale cecoslovacca. Nelle elezioni politiche del 1946 il Partito democratico da lui guidata ottenne il 62% dei voti in Slovacchia.
In seguito al Colpo di stato del febbraio del 1948 fu costretto a dimettersi dalla presidenza del Parlamento slovacco. Nel marzo dello stesso anno lasciò la Cecoslovacchia con il fratello. Due ufficiali che li aiutarono nella fuga furono in seguito condannati a 15 e 20 anni di detenzione Attraverso l'Austria, giunsero negli Stati Uniti d'America, ove era attiva l'organizzazione dei fuoriusciti. 
Morì il 29 novembre 1969 a New York e fu sepolto nel cimitero cecoslovacco di Chicago. Nel 1990 la sua urna fu traslata a Martin e sepolta al Cimitero nazionale.

## Riconoscimenti
- 1945 – Ordine dell'Insurrezione Nazionale Slovacca di I classe[3]
- 1991 – Ordine di Tomáš Garrigue Masaryk di II classe (in memoriam)[3]

Nel 1996 la Televisione slovacca ha trasmesso un documentario sulla vita di Jozef Lettrich, il cui sceneggiatore e regista fu Fedor Bartko.
La città di Martin gli ha dedicato una via e un ginnasio.

## Opere
- Chceme slovenskú techniku ("Vogliamo una Slovacchia tecnica"), Bratislava, 1930
- O Slovenskej národnej rade ("Intorno al Consiglio nazionale slovacco"), Bratislava, 1945
- The History of Modern Slovakia ("Storia della Slovacchia moderna"), 1955, New York (tradotto in slovacco nel 1993)